# Madre Margarida da Coluna
Madre Margarida da Coluna, O.S.C. foi uma das monjas clarissas do Convento de Santa Clara do Desterro com fama de santidade. Nascida em Cairu, na Bahia, no ano de 1662, era filha de Domingos Dias e Ignácia da Costa Jardim. Foi batizada no mesmo ano, na igreja de Nossa Senhora do Rosário, na cidade onde nasceu.
Entrou para o convento no dia 18 de dezembro de 1686, com vinte e quatro anos de idade. Com sua admissão na clausura das monjas clarissas, seu nome, Margarida Dias Jardim,  mudou-se para Margarida da Coluna, sendo a segunda daquele mosteiro com o mesmo nome. A primeira Margarida da Coluna, foi uma das monjas do Mosteiro de Évora que chegaram à Bahia em 1677 para fundarem o Convento do Desterro.
A Madre Margarida foi exemplar em toda sua vida como religiosa clarissa, no cumprimento das suas obrigações e vivência dos votos religiosos. Iniciou algumas práticas devocionais naquele convento quando exerceu o cargo de abadessa. Zelosa e de muita piedade foi uma das companheiras nos exercícios espirituais da Madre Vitória da Encarnação conforme Frei Jaboatão:
Foi companheira nas penitências da Madre Victória, e em velarem toda a noite, e dia no coro nas mais devoções, e as ficou continuando depois de morta a companheira.
E após a morte da Madre Vitória, prosseguiu as práticas com a outra companheira, a Madre Maria da Soledade: 
Nestes santos exercícios por morte da Madre Victória, ficou continuando com a Madre Maria da Soledade, que todas três floreceram ao mesmo tempo, ficando por morte da Madre Victoria as duas companheiras a Madre Maria da Soledade, e a Madre Margarida da Coluna.
Escreveu ainda sobre a Madre Margarida da Coluna, o mesmo frade:
O jejum foi nela indispensável, pois além daqueles, a que pela Igreja, e Regra era obrigada, muitos dias o fazia por devoção e penitência, ou mortificação. Também foi continua no rigor da disciplina, e cilício com que castigava o seu débil e enfraquecido corpo. Advertiram as religiosas, que a compuzeram depois de morta, que no tempo da enfermidade também não dispensara nesta mortificação pelas pisaduras, e sinais que lhe acharam. Também notaram que entre as aflições da doença muitas vezes se punha em cruz sobre a cama, mostrando lembrar-se da agonia, que o Senhor padeceu na cruz. Faleceu esta Serva de Deus aos vinte dois de Dezembro do ano de 1743, tendo de idade oitenta e um e de religião alguns cinquenta e sete. Depois de alguns anos abrindo-se a sua sepultura se achou sobre a sua caveira um Rosário de contas brancas que levara ao pescoço, quando a sepultaram, o qual estava posto ao modo de uma capela, ou coroa, e tão novo, que não parecia estar entre a terra; daqui se ficou inferindo o quanto seria agradável à Mãe de Deus a devoção do seu terço, que ela com tanto zelo rezava, e fazia rezar todas as noites, além de outros muitos serviços, que fazia à mesma Senhora. 